# Joseph Chesire
Joseph Chesire (ur. 12 listopada 1957) – kenijski lekkoatleta, średniodystansowiec.
Na igrzyskach olimpijskich w 1984 w Los Angeles zajął 4. miejsce w biegu na 1500 metrów. Podczas 1. światowych igrzysk halowych w 1985 w Paryżu zdobył brązowy medal na tym dystansie. Zajął również 3. miejsce w biegu na 1500 metrów na mistrzostwach Afryki w 1985 w Kairze.
Startował w biegu na 800 metrów na halowych mistrzostwach świata w 1987 w Indianapolis, ale odpadł w przedbiegach. Zdobył brązowy medal w biegu na 1500 metrów na igrzyskach afrykańskich w 1987 w Nairobi. Na mistrzostwach świata w 1987 w Rzymie zajął 4. miejsce w finale biegu na 1500 metrów. Na igrzyskach olimpijskich w 1988 w Seulu był 11. na tym dystansie. Zwyciężył na 1500 m na mistrzostwach Afryki w 1989 w Lagos, a na 800 m był drugi.
Na swych trzecich igrzyskach olimpijskich w 1992 w Barcelonie po raz drugi zajął 4. miejsce w finale biegu na 1500 metrów. Startował na tym dystansie na mistrzostwach świata w 1993 w Stuttgarcie, ale odpadł w półfinale.
Był mistrzem Kenii w biegach na 800 metrów w 1986 i na 1500 metrów w latach 1985-1989.

## Rekordy życiowe
- bieg na 800 metrów – 1:44,38 (1 czerwca 1988, Sewilla)
- bieg na 1000 metrów – 2:17,18 (14 lipca 1989, Londyn)
- bieg na 1500 metrów – 3:33,12 (15 lipca 1992, Nicea)
- bieg na 5000 metrów – 13:16,15 (3 września 1993, Bruksela)